# NOVA School of Business and Economics
A NOVA School of Business and Economics MHIP (NOVA SBE), anteriormente Faculdade de Economia da Universidade Nova de Lisboa, é uma das cinco Faculdades da Universidade Nova de Lisboa (UNL). Dedica-se ao ensino e investigação das ciências económicas, financeiras e empresariais.
Fundada em 1978, em 2024 foi reconhecida como a melhor escola de negócios em Portugal, com a 18.ª posição a nível europeu de acordo com a classificação do Financial Times.
Sediada no Campus de Carcavelos, em frente ao Forte de São Julião da Barra, a Nova SBE oferece vários níveis de ensino, entre eles a Licenciatura em Gestão e em Economia, Mestrados, MBA’s e Programas para Executivos. A Faculdade soma as três acreditações mais importantes do ensino da gestão alcançando assim a "Triple Crown". A somar a isto a faculdade é membro da aliança CEMS.

## História
Fundada em 1978, a Nova SBE é uma das cinco faculdades da Universidade Nova de Lisboa, universidade que foi criada a 11 de agosto de 1973.
Em 2007, juntamente com a Católica Lisbon School of Business & Economics e a Sloan School of Management do Massachusetts Institute of Technology (MIT), foi lançado o programa The Lisbon MBA, um mestrado em gestão que tem como objetivo preparar os líderes e empresários do futuro para enfrentarem qualquer desafio empresarial.
A Faculdade adotou em 2012 a designação de "Nova School of Business and Economics", que é atualmente a designação usada tanto em Portugal como internacionalmente.
A 29 de setembro de 2018, a faculdade mudou-se para o Campus de Carcavelos, um dos Campus mais modernos a nível internacional. Na data de inauguração, foi agraciada pelo Presidente da Republica Marcelo Rebelo de Sousa com o grau de Membro-Honorário da Ordem da Instrução Pública.
Na edição atual do ranking “Masters in Management” do Financial Times, A Nova School of Business and Economics (Nova SBE) solidifica-se como uma das 15 melhores instituições do mundo em Gestão, com três dos seus programas de mestrado classificados.

## Ensino
A visão internacional da School of Business and Economics reflete-se, entre outros aspetos, na adoção do inglês como língua de ensino. Atualmente todas as cadeiras são lecionadas em inglês em todos os níveis de ensino. Contudo, existe ainda a possibilidade de fazer o primeiro ano das licenciaturas, parcialmente ou na totalidade, em português.

### Oferta
A Nova SBE administra as licenciaturas de Economia, Gestão e Português e Gestão; três mestrados (Economia, Gestão e Finanças) e três programas de doutoramento (Economia e Finanças, Gestão e Saber Tropical e Gestão). A faculdade oferece também um programa de MBA e vários programas de Pós-graduação para formação de executivos.

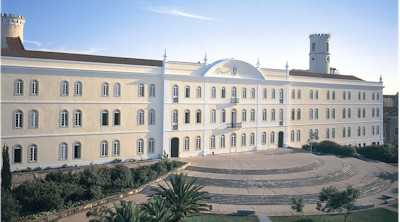
Edifício principal da Nova SBE até 2018

### Corpo docente
No corpo docente da Nova SBE, uma característica transversal é a diversidade de origens. Diferentes nacionalidades estão representadas no grupo de professores, desde o Brasil à China. A internacionalização está também patente na formação do corpo docente, pois grande parte dos professores residentes obtiveram pelo menos um grau de pós-graduação no estrangeiro, em universidades europeias ou norte-americanas.

### Aconselhamento
Existe a equipa Desenvolvimento & Bem-estar do Aluno, que tem como objetivo promover uma experiência saudável e envolvente para os alunos. Esta equipa permite, de diferentes formas, o aconselhamento personalizado a cada aluno.
A questão entre o curso de Economia ou Gestão é uma das dúvidas mais frequentes entre os alunos que ingressam nestas áreas. De forma a ajudar nessa decisão, o 1º ano das licenciaturas de Gestão e de Economia é comum, permitindo aos alunos mudar no fim do mesmo.
A Faculdade aposta também em disciplinas de Formação Geral como Comunicação, Liderança e Ética (lecionada pela jornalista Laurinda Alves) e Implementação de Projetos com impacto de caráter obrigatório, que visam ajudar o aluno a construir e enriquecer o seu próprio perfil pessoal e profissional.
Os alunos e recém-graduados têm ao seu dispor a equipa Careers @ Nova SBE, que oferece colaboração na obtenção de estágios e, posteriormente, na procura de emprego.
O conjunto das cadeiras optativas disponíveis é ainda alargado à possibilidade de frequência de unidades curriculares isoladas avulso em qualquer faculdade ou instituto da Universidade Nova de Lisboa, bem como cadeiras de Universidades estrangeiras ao abrigo de protocolos de intercâmbio.

### Prémios e bolsas
A Nova SBE beneficia do apoio de diversas instituições e empresas que, entre outras colaborações, atribuem diversos prémios, bolsas e concursos aos alunos que se distinguem no seu percurso académico.

## Relações internacionais
Os cursos da Nova SBE em inglês atraem cerca de 400 estudantes internacionais por ano. Por outro lado, a faculdade envia anualmente cerca de 350 alunos para mais de 150 universidades, de 50 países diferentes.
Os alunos têm a oportunidade de estudar numa universidade estrangeira ao abrigo dos programas de Erasmus, bem como de outros programas de intercâmbio. A Faculdade estabelece também outros programas de intercâmbio através de acordos bilaterais com escolas de países fora da Europa.

## Rankings e Acreditações

### Rankings
A faculdade está presente nos seguintes rankings do Financial Times:
- European Business Schools: 18.º lugar (2024)[2]
- Global MBA: 77.º (2025) | Parceria com a Católica-Lisbon (The Lisbon MBA)[18]
- Master in Management: 8.º (2024)[19]
- Master in Finance: 11.º (2024)[20]
- Executive Education Open Programmes: 41.º (2024)[21]
- Executive Education Customised Programmes: 13.º (2024)[22]

### Acreditações
A Nova SBE é acreditada pela EQUIS (European Quality Improvement System, atribuída pela European Foundation for Management Development - EFMD).
O programa The Lisbon MBA é acreditada pela AMBA (Association of MBAs).
Em dezembro de 2007, a faculdade tornou-se membro do CEMS (Community of European Business Schools and International Companies), passando a integrar um clube exclusivo de 34 escolas de gestão, entre as quais estão algumas das melhores do mundo.
Em 2010 recebeu a acreditação da AACSB (Association to Advance Collegiate Schools of Business), alcançando assim a "Triple Crown", que designa as escolas que detêm esta e outras duas acreditações, a "EQUIS" e a "AMBA".